# Odd Hassel
Odd Hassel (Kristiania (Oslo),  1897. május 17. – Oslo, 1981. május 11.) Nobel-díjas norvég fizikai kémikus.

## Életpálya
Az oslói egyetemen tanult, 1925-től az egyetem oktatója, 1934 és 1964 között a fizikai kémia professzora, a fizikai kémiai tanszék vezetője. 1924-ben a Berlini Egyetemen doktorált. 1943–1945 között az egyetemi közösség több tagjával a Grini táborba zárták.

## Kutatási területei
1930-ban kezdte meg a ciklohexán molekulájának és származékainak tanulmányozását. Felfedezte a ciklohexán formáit. Kidolgozta a konformáció-analízis alaptételeit. Legfontosabb felfedezéseit csak a második világháború után hozta nyilvánosságra. A háborút követően a szerves halogén vegyületek szerkezetét vizsgálta.

## Írásai
Az 1940-es német megszállása alatt is közölte kutatási eredményeit skandináv folyóiratokban.

## Szakmai sikerek
1969-ben Sír Derek Barton társaságában megosztott kémiai Nobel-díjat kapott. Hassel a konformáció-analízis kidolgozásáért kapta a díjat, ez az eljárás a molekulák háromdimenziós geometriai szerkezetének tanulmányozását teszi lehetővé.